# 沌阳大道站
沌阳大道站位於中華人民共和國湖北省武汉市汉南区武汉开发区，是武汉地铁3号线的地铁车站，该站也是3号线在汉阳地区的起点站。

## 车站结构
车站位于武汉市经济技术开发区东风大道和沌阳大道交叉路口，沿东风大道布置。为地下两层岛式站台：地下一层站厅，地下二层站台。
本站是轨道交通3号线与有轨电车车都T1线的换乘站，换乘方式为通道换乘。由于轨道交通3号线与车都T1线属于不同的公共交通系统，所以不能连续计费，转乘另一线需重新购票或刷卡。

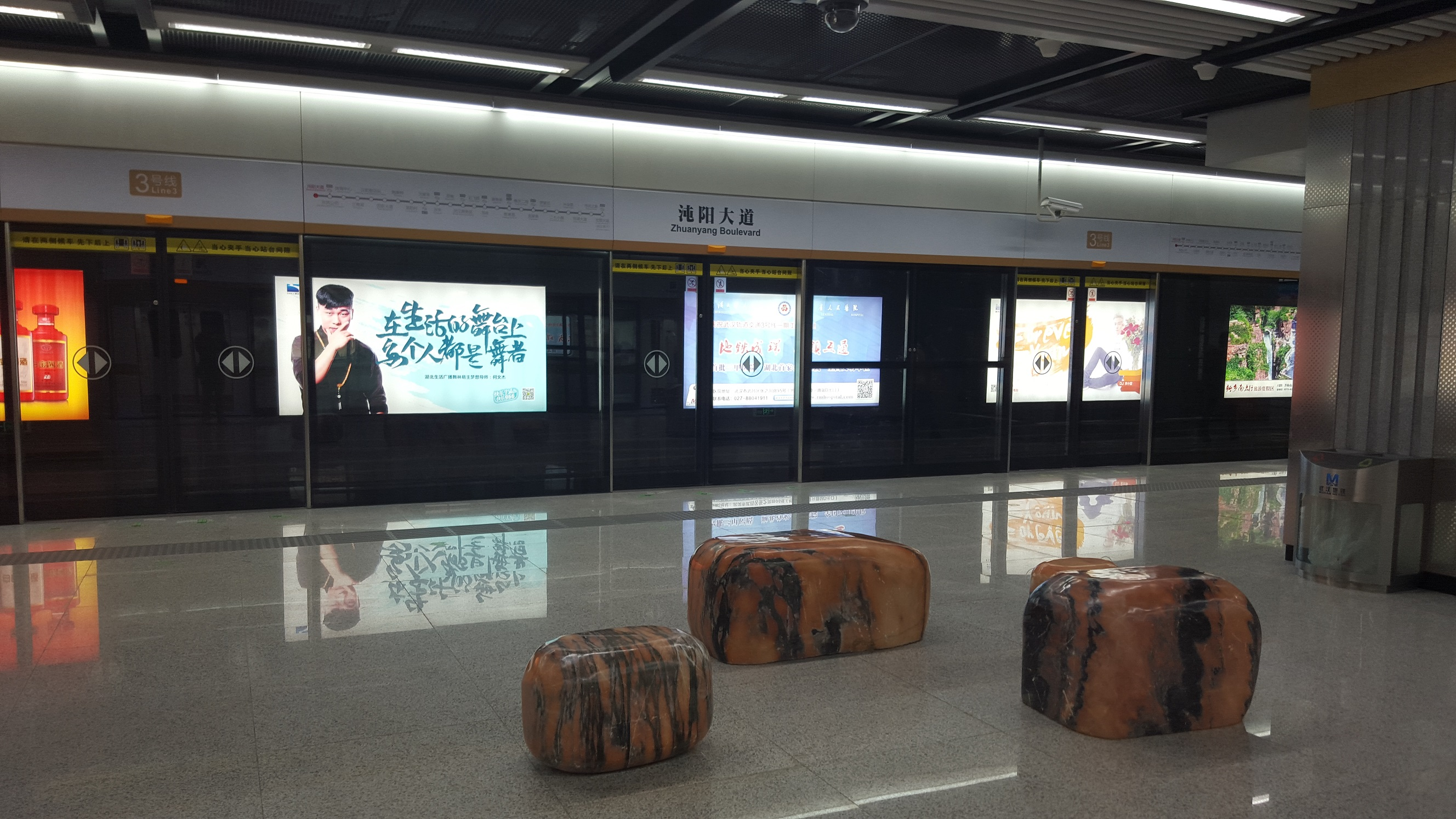
藝術裝置

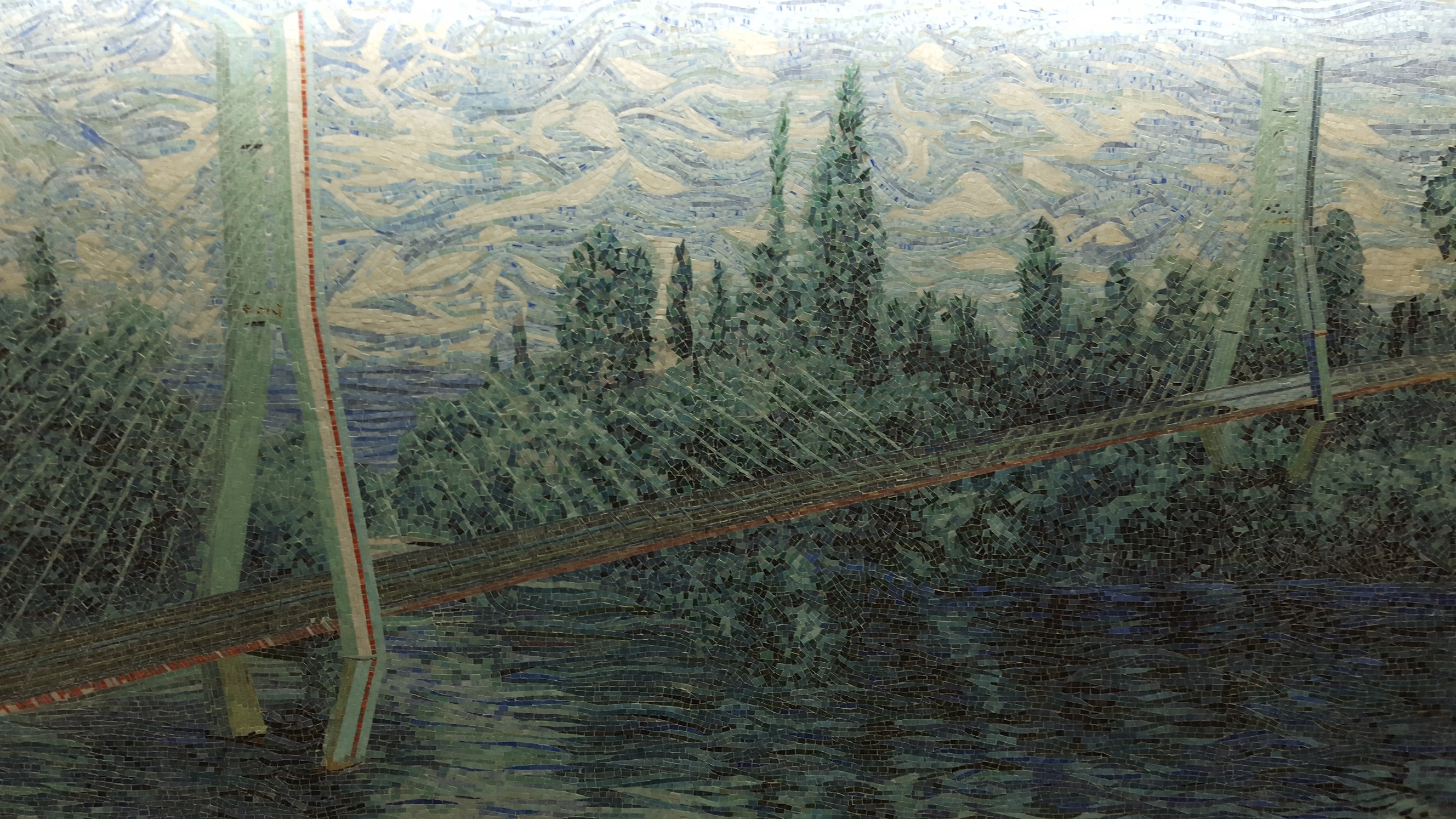
藝術畫

### 楼层分布
| 地面     | 地面               | 出入口                                                                    |  |  |
| 地下一层 | 站厅               | 售票机、客服中心、武漢通充值、洗手間 可通往有軌電車車都T1線（車輪廣場站） |  |  |
| 地下二层 |                    | █ 3号线 往沌阳大道（）                                                    |  |  |
|          | 岛式站台，左侧开门 |                                                                           |  |  |
|          |                    | █ 3号线 往宏图大道（东风公司）                                            |  |  |

### 車站出口
|                                                 |      |                                                                               |
| 出口編號                                        | 設施 | 建議前往的目的地                                                              |
| A                                               |      | 東風大道 沌陽大道、武漢經濟技術開發區人民法院、武漢建工科技大樓、新都國際嘉園 |
| B                                               |      | 沌陽大道 東風大道、創業路、武漢經濟技術開發區、中國工商銀行、招商銀行         |
| C                                               |      | 東風大道 沌陽大道、聯城路、中國郵政儲蓄銀行、有軌電車車都T1線（車輪廣場站）   |
| D                                               |      | 東風大道 沌陽大道、郭徐嶺廣場、有軌電車車都T1線（車輪廣場站）                 |
| 注： 設有升降機 \| 設有輪椅升降台 \| 設有洗手間 |      |                                                                               |

## 邻近地区
兴达商业中心、沌阳大厦、武汉经济技术开发区人民法院等。

### 内部链接
- 武汉地铁车站列表